# Gongylidiellum minutum
Gongylidiellum minutum är en spindelart som först beskrevs av Banks 1892.  Gongylidiellum minutum ingår i släktet Gongylidiellum och familjen täckvävarspindlar. Inga underarter finns listade i Catalogue of Life.